# 沃爾德倫 (密蘇里州)
沃爾德倫（英語：Waldron）是位於美國密蘇里州普拉特縣的非建制地區。

## 歷史
沃爾德倫的郵局自1869年營運至今。

## 地理
沃爾德倫所處的海拔為高於海平面232米（即761英呎），而該地所採用的時區為UTC-6，即北美中部時區（CST）。同時該地設有夏令時間，為UTC-6調快一小時，即UTC-5（CDT）。